# Peter Callahan
Peter Wirtz Callahan (Evanston, 1 juni 1991) is een Amerikaans - Belgische atleet, die gespecialiseerd is in de middellange afstand. Hij won een Belgische titel.

## Loopbaan
Callahan, die de dubbele nationaliteit bezit omdat zijn moeder Belgische is, nam op de 1500 m in 2010 als Amerikaan deel aan de wereldkampioenschappen voor junioren. Hij werd uitgeschakeld in de reeksen.
In mei 2016 besloot Callahan voor België uit te komen. Vermits hij op de 1500 m de limiet voor deelname aan de Europese kampioenschappen in Amsterdam had gelopen, werd hij geselecteerd voor dit EK.
Callahan is in België aangesloten bij Royal Excelsior Sports Club (RESC).

## Belgische kampioenschappen
Outdoor
| Onderdeel | Jaar |
| --------- | ---- |
| 1500 m    | 2021 |

## Persoonlijke records
Outdoor
| Onderdeel | Prestatie | Datum         | Plaats    |
| --------- | --------- | ------------- | --------- |
| 800 m     | 1.48,19   | 21 april 2017 | Princeton |
| 1500 m    | 3.36,15   | 20 april 2018 | Vida      |
| 1 mijl    | 3.56,14   | 22 juli 2016  | Dublin    |

Indoor
| Onderdeel | Prestatie | Datum            | Plaats    |
| --------- | --------- | ---------------- | --------- |
| 800 m     | 1.48,66   | 12 februari 2011 | New Haven |
| 1000 m    | 2.20,78   | 28 januari 2012  | New York  |
| 1500 m    | 3.41,08   | 28 februari 2020 | Boston    |
| 1 mijl    | 3.55,77   | 25 februari 2018 | Boston    |

## Palmares

### 800 m
- 2017:  BK AC - 1.49,48

### 1500 m
- 2010: 6e in serie WK U20 in Moncton - 3.45,04
- 2016: 4e in serie EK in Amsterdam - 3.41,75
- 2018: 10e in serie EK in Berlijn - 3.54,23
- 2021:  BK AC - 3.40,51